# Mukoyōshi
Un mukoyōshi (婿養子 ?), in giapponese, letteralmente, "genero adottivo", è il marito di una figlia, che viene adottato dalla famiglia giapponese di lei e ne acquisisce il cognome. È un caso di adozione adulta finalizzato a garantire la continuità dell'azienda paterna e a non disperdere la proprietà fra gli eredi.

## Definizione
In Giappone, in genere la donna assume il cognome del marito e viene adottata dalla sua famiglia. Tuttavia, la tradizione vuole che le attività imprenditoriali siano ereditate dall'erede maschio primogenito. Quando una famiglia, soprattutto se ha un'attività ben avviata, non ha eredi maschi, ma ha una figlia nubile di età adeguata, ella sposerà il mukoyōshi, un uomo scelto soprattutto per la sua capacità di dirigere l'azienda di famiglia. Questo viene fatto per preservare l'attività e il nome della famiglia quando non c'è un erede maschio adatto. Infatti, il mukoyōshi è praticato anche se esiste un erede maschio, ma questi non è capace di gestire l'azienda di famiglia. Il mukoyōshi può scegliere la sposa al di fuori della sua famiglia adottiva (fūfu-yōshi: 夫婦養子), quando questa non ha una figlia.
Il mukoyōshi è una tradizione secolare ed è ancora ampiamente praticata nel XXI secolo. Molte aziende giapponesi con nomi familiari, come Nintendo, Kikkoman e Toyota, sono di proprietà di famiglie che hanno adottato questa pratica. Questa adozione adulta può avvenire nei matrimoni in cui la famiglia della donna è di rango socioeconomico superiore a quella dell'uomo; dove la donna non ha fratelli che possano perpetuare il cognome; quando l'uomo è stato ripudiato dalla sua stessa famiglia; quando la famiglia naturale dell'uomo ha origini note e disonorevoli e preferisce nascondere la propria identità. Quando una persona di nazionalità estera assume quella giapponese, può scegliere di assumere il cognome del coniuge invece di trasformare in lingua giapponese il proprio cognome.